# إرفين فون شتاينباخ

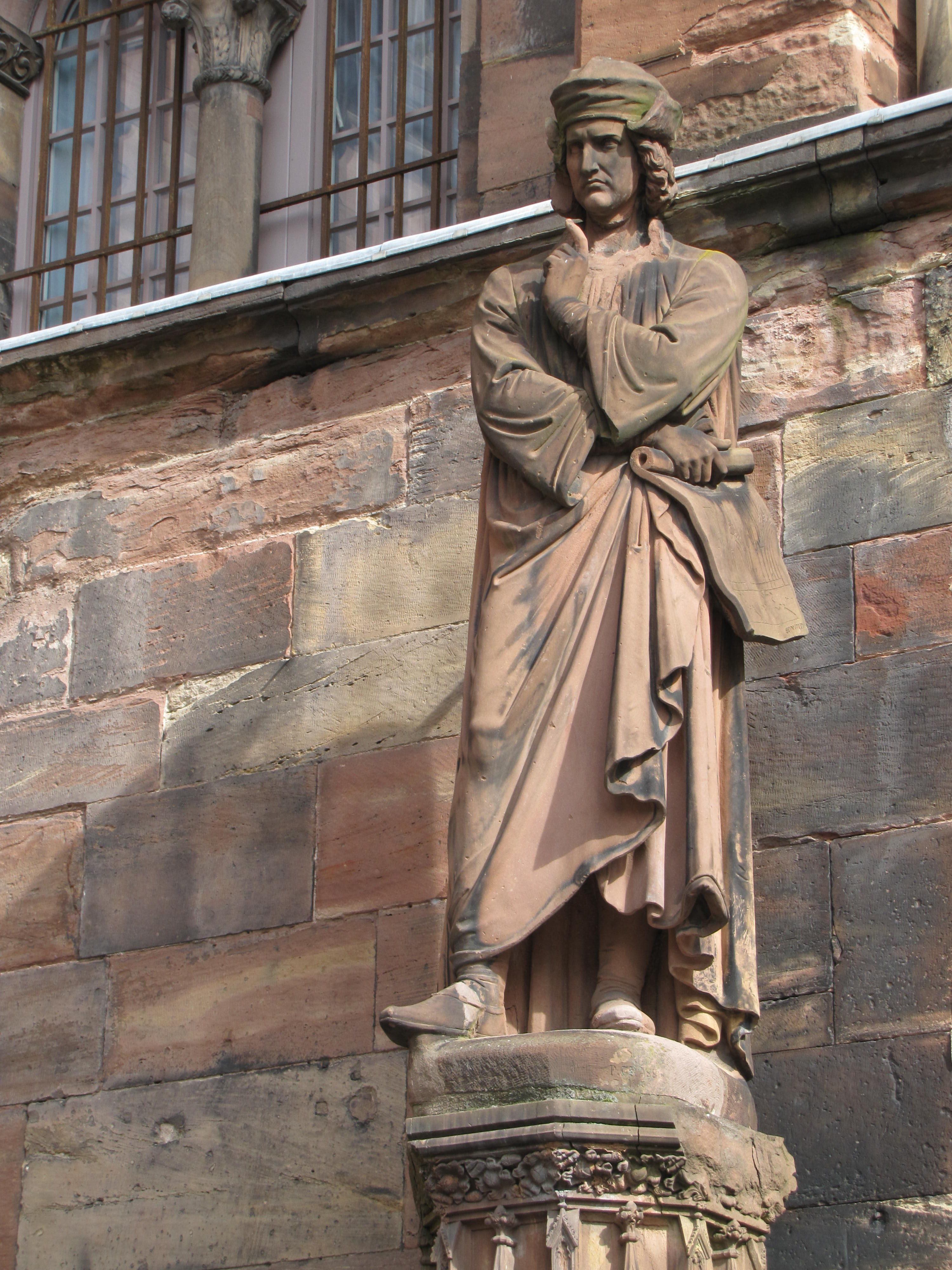
إرفين فون شتاينباخ بواسطة فيليب غراس

إِرفين فون شتاينباخ (اسمُهُ بالألـمانـية : Erwin Von Steinbach ) مهندس ألماني من منطقة ألزاس الخاضعة حالياً للسِّـيادة الفرنسية منذ الحربِ العالميةِ الثانية. وُلِدَ سنة 1244 في مكان غيرِ معروف، و توفي في 17 يناير/كانون الثاني سنةَ 1318 في مدينة ستراسبورغ. 

حسب كِتاباتٍ تُـمَجِّدُهُ كَتَبَها الشاعر الألماني الشهير فون غوته سنة 1773، يعودُالفضل لإرفين فون شتاينباخ وحدَهُ في بناءِ كاتدرائية ستراسبورغ. ولكن، لا تُنسبُ إليهِ حالياً سوى الواجهةُ الشرقيةُ منَ الكاتدرائية.